# Guillem Gisbert i Puig
Guillem Gisbert i Puig (Barcelona, 7 d'agost del 1981) és un cantant que va ser membre del grup musical Manel. Ha escrit les lletres de la majoria dels discs de Manel i és coautor musical de la majoria de les cançons. Toca la guitarra i l'ukulele, instrument que el va caracteritzar als inicis de la seva carrera.
Es va formar a l'Institut Costa i Llobera de Barcelona, més tard va estudiar periodisme a la Universitat Autònoma i va treballar a diverses editorials i com a periodista cultural abans de dedicar-se professionalment a la cançó. També ha escrit articles a diferents mitjans i ha participat com a jurat en algun certamen literari.
L'any 2023 el grup Manel va decidir aturar la seva activitat indefinidament i posteriorment Guillem Gisbert va anunciar uns concerts en solitari a Barcelona i a Girona. Anunciava així l'inici de la seva carrera en solitari, que comportaria la publicació del disc «Balla la masurca!» el primer de març de 2024.

## Discografia en solitari

###### Senzills
- «Les dues torres / Waltzing Matilda» (Ceràmiques Guzmán, 2023). Inclou dues cançons produïdes per Jordi Casadesús i Anxo Ferreira, respectivament.[8]

###### EP
- «Cantiga de Montse / Hauries hagut de venir» (Ceràmiques Guzmán, 2024). Avança dues noves cançons produïdes per El Extintor i Jake Aron, respectivament, i inclou també les ja publicades a «Les dues torres / Waltzing Matilda» (2023).[9][10][11]
- «Un home realitzat» (Ceràmiques Guzmán, 2024). Presenta la cançó homònima, produïda per Jordi Casadesús i estrenada a la gala dels XVI Premis Gaudí, i recull les ja publicades a «Les dues torres / Waltzing Matilda» (2023) i «Cantiga de Montse / Hauries hagut de venir» (2024).[12]

Àlbums:
- «Balla la masurca!» (Ceràmiques Guzmán, 2024). Conté 11 cançons produïdes per Jordi Casadesús, Anxo Ferreira, El Extintor, Jake Aron, Andreu Galofré, Pau Esteve, Roger Cassola, Gabriel Bosch i Joan Figueres. Recull les ja publicades anteriorment a «Les dues torres / Waltzing Matilda» (2023), «Cantiga de Montse / Hauries hagut de venir» (2024) i «Un home realitzat» (2024).[13]